# Валерій Славек
Валерій Ян Славек (пол. Walery Jan Sławek Польська вимова: [vaˈlɛrɨ ˈjan ˈswavɛk] ( прослухати), 2 листопада 1879, Струтинка, Подільська губернія, Російська імперія (нині Вінницький район, Вінницька область, Україна) — 3 квітня 1939, Варшава, Польща) — польський політичний діяч родом з України, масон.

## Життєпис
Народився у збіднілій шляхетській сім'ї Болеслава Юзефа Славека та Фльорентини з Пшибильських, які мали 4 дітей.
Як один із найближчих співробітників Юзефа Пілсудського, відіграв важливу роль у творенні польських парамілітарних організацій перед Першою світовою війною і в польських визвольних змаганнях, зокрема, Польської військової організації.
Після проголошення незалежності був на керівних постах у польському уряді (прем'єр-міністр 1930–1931 і 1935, маршал сейму 1938); один із творців і довголітній голова проурядової формації Безпартійний блок співпраці з урядом.
У ставленні до українців тримався поміркованої лінії, був прихильником нормалізації та політики Юзевського на Волині та мав деякі контакти з еміграцією УНР.
Після смерті Пілсудського значно втратив свої впливи. Вчинив самогубство.